# فانغاها
فانغاها (بالإنجليزية: Vangaha)‏ هي منطقة سكنية تقع في نيبال في مقاطعة ماهوتاري. يقدر عدد سكانها بـ 9,608 نسمة .